# Frank D'Rone
Frank D'Rone, de son vrai nom Frank Caldarone, né le 26 avril 1932 à Brockton, dans le Massachusetts et mort le 3 octobre 2013 à Wheaton dans l'Illinois, est un chanteur de jazz et un guitariste américain.

## Biographie
Il grandit à Providence, capitale de la ville de l'État du Rhode Island et commence à chanter et à jouer de la guitare à l'âge de cinq ans. Malgré des études de guitare classique, il préfère apprendre en autodidacte. 
Au moment d'entrer au lycée, il décide de se lancer dans la musique et part tenter sa chance à New York. Répondant à une annonce du Barbizon-Plaza Hotel de Central Park South qui recherchait un musicien-chanteur, il est auditionné et engagé. Après quelque temps, il prend la route et devient le plus jeune membre d'un quatuor, pourtant nommé le Jerry Carleton Trio, avec qui il se produit entre 1950 et 1952.
De plus en plus attiré par le jazz, il quitte ses compagnons de route pour se produire en duo avec un pianiste du nom de Mike Kalli, puis en trio avec le batteur Barett Drums. Leur association dure jusqu'en 1954, lorsque Herbie Fields, un clarinettiste et leader d'un groupe de jazz, propose à Frank de rejoindre son groupe pour y tenir le rôle de guitariste. La collaboration est éphémère malgré un salaire avantageux.
Il se déplace ensuite à Chicago à la suite d'une proposition du pianiste Dick Marx de rejoindre son groupe. Il y trouve un appartement et anime les soirées du nightclub Mister Kelly's aux côtés de Dick et du bassiste Johnny Frigo. Il y attire peu à peu l'attention de fameux jazzmen comme Oscar Peterson, Stan Kenton et Nat King Cole, pour lequel il éprouve une grande admiration. C'est grâce à Dick LaPalm, un célèbre promoteur de disques de jazz, que Frank D'Rone décroche son premier contrat avec la maison de disque Mercury Records et rencontre personnellement Cole.
Son premier album, intitulé Frank D'Rone Sings, paraît en 1959. Avec l'aide de Cole, il fait plusieurs apparitions remarquées dans l'émission The Tonight Show Starring Johnny Carson dans les années 1960 et 1970. En 1962, Frank enregistre un album live au nightclub californien de Hungry I, à San Francisco. Peu après, son contrat avec Mercury Records prend fin. Les disques suivants sont produits par Columbia Records et RCA Camden. Le titre Strawberry Blonde (The Band Rocked On) paru en 1960, le rend célèbre en Grande-Bretagne.
En 2006, il publie un enregistrement réalisé en 1984 dans un club de Chicago, intitulé Falling In Love With Love-Live in Chicago. Jusqu'à la fin de sa carrière, il effectue plusieurs prestations dans la région de Chicago, dont le Chambers Restaurant, le jazz lounge bar du Moulin Vert (Green Mill) et au Festival de Jazz de Chicago.
En 2012, il publie un ultime album, Double Exposure, aboutissement d'un projet mené conjointement avec Phil Kelly.
Il meurt à Wheaton le 3 octobre 2013 des suites d'un cancer, âgé de 81 ans.

## Discographie

### Albums
- 1960 : After the Ball
- 1960 :  Try A Little Tenderness
- 1962 : In Person
- 1968 : Brand New Morning
- 2012 : Double Exposure

### Singles
- 1960 : Strawberry Blonde (The Band Rocked On)
- 1960 : I Love You
- 1960 : The House And The Old Wisteria Tree/Joey, Joey, Joey